# Benjamin Graham
Benjamin Graham (født Grossbaum; 9. maj 1894, død 21. september 1976) var en britisk født amerikansk økonom, professor og investor. Han er kendt som at være "far til værdiinvestering", og han skrev to af de grundlæggende tekster til nyklassisk investering: Security Analysis (1934) med David Dodd, og The Intelligent Investor (1949). Hans investeringsfilosofi lagde vægt på investorpsykologi, minimal gæld, buy-and-holdinvestering, fundamental analyse, koncentreret diversificering, køb inden for sikkerhedsmargin, aktivist investering og kontrastinvestering.
Efter at være blevet færdig på Columbia University i en alder af 20 år, påbegyndte han en karriere på Wall Street, hvor han endte med at grundlægge Graham-Newman Partnership. Efter at have ansat sin tidligere studerende Warren Buffett, blev han ansat som underviser på sit alma mater, og senere på UCLA Anderson School of Management ved University of California, Los Angeles.
Hans arbejde med virksomhedsøkonomi og investering skabte en moderne bølge af værdiinvestering blandt fonde, hedgefonde, diversificerede holdingselskaber og andre investeringsorganisationer. Igennem hele sin karriere havde Graham mange notable disciple, der gik hen og fik stor succes med investering, herunder Sir John Templeton, Irving Kahn og Buffett, hvoraf sidstnævnte har beskrevet Graham som den mest indflydelsesrige person i hans liv efter hans far.

### Bøger
- Security Analysis, editions 1934,[4] 1940,[5] 1951[6] og 1962[7] og 1988[8] and 2008[9] ISBN 978-0-07-159253-6
- The Intelligent Investor, editions 1949,[10] reprinted in 2005; 1959,[11] 1965,[12] 1973[13] with many reprints since
- Storage and Stability: A Modern Ever-normal Granary, New York: McGraw Hill. 1937 ISBN 0-07-024774-9[14]
- The Interpretation of Financial Statements, 1937, 2nd Edition
- World Commodities and World Currency, New York & London, McGraw-Hill Book Company. 1944 ISBN 0-07-024806-0
- Benjamin Graham, The Memoirs of the Dean of Wall Street (1996) ISBN 978-0-07-024269-2[15]

### Artikler
- ———; Graham, Benjamin (1917). "Some Calculus Suggestions by a Student". The American Mathematical Monthly. The American Mathematical Monthly, Vol. 24, No. 6. 24 (6): 265-271. doi:10.2307/2973181. JSTOR 2973181.{{cite journal}}:  CS1-vedligeholdelse: Numeriske navne: authors list (link)
- ———, Benjamin (1943). "The Critique of Commodity-Reserve Currency: A Point-by-Point Reply". The Journal of Political Economy. 51 (1): 66-69. doi:10.1086/255988. JSTOR 1826594.{{cite journal}}:  CS1-vedligeholdelse: Numeriske navne: authors list (link)
- ———; Graham, Benjamin (1946). "The Undistributed Profits Tax and The Investor". The Yale Law Journal. The Yale Law Journal, Vol. 46, No. 1. 46 (1): 1-18. doi:10.2307/791630. JSTOR 791630.{{cite journal}}:  CS1-vedligeholdelse: Numeriske navne: authors list (link)
- ——— (1947). "Money as Pure Commodity". American Economic Review. 37 (2): 304-307. JSTOR 1821137.{{cite journal}}:  CS1-vedligeholdelse: Numeriske navne: authors list (link)
- ——— (1947). "National Productivity: Its Relationship to Unemployment-in-Prosperity". American Economic Review. 37 (2): 384-396. JSTOR 1821149.{{cite journal}}:  CS1-vedligeholdelse: Numeriske navne: authors list (link)
- ———; Graham, Benjamin (1962). "Some Investment Aspects of Accumulation Through Equities". The Journal of Finance. The Journal of Finance, Vol. 17, No. 2. 17 (2): 203-214. doi:10.2307/2977419. JSTOR 2977419.{{cite journal}}:  CS1-vedligeholdelse: Numeriske navne: authors list (link)
- ——— (1962). "The Commodity-Reserve Currency Proposal Reconsidered".  I Yeager, Leland B. (red.). In Search of Monetary Constitution. Cambridge, MA: Harvard University Press. s. 184–214.{{cite book}}:  CS1-vedligeholdelse: Numeriske navne: authors list (link)